# 진좡 철로
진좡 철로(중국어 간체자: 金庄铁路, 정체자: 金莊鐵路)은 랴오닝성 다롄시의 진저우 역과 좡허 시의 좡허 역을 연결하는, 중화인민공화국의 철도 노선이다. 공식적으로는 진저우 역부터 城子坦까지의 구간을 金城線, 城子坦부터 좡허 역 까지의 구간을 城荘線으로 구별한다. 2010년 2월 현재에는 다롄 역과 좡허 역 구간에는 하루에 한번 왕복으로 보통여객열차가 운행되고 있다. 그 외에 선다 철로의 周水子驛에서 본선의 登沙河驛까지 1일 2왕복으로 통근열차가 운행되고 있다.

## 노선정보
- 구간과 거리: 진저우 역~좡허 역 152km
- 역수(驛數): 18개(양단역 포함)
- 궤도간격: 1435mm(표준궤)
- 전철화구간: 없음

## 연혁
- 1927년 10월 1일: 진저우 역과 城子疃驛(현재의 城子坦驛) 구간이 사설철도 金福鐵路로서 개통.
- 1939년 5월 20일: 남만주철도에서 본선을 매입함. 1945년까지 金城線으로 운영됨.

## 미래의 계획
- 2010년 3월 17일에 단다고속철도가 착공되었고 이에 따라 본선도 일부분 개량될 예정이다.
- 海岫鐵路의 岫岩驛과 좡허 역 구간이 완성되면 이 노선은 좡허 역에서 본선과 연결된다.